# Resistencia a la detención
En algunos países, resistirse a la detención es una acusación penal contra una persona que ha huido de un delito.

## Lo que hicieron
Una persona que se resiste a ser detenida ha realizado, dependiendo de la jurisdicción, al menos uno de los siguientes actos:
- huir de un agente de policía durante la detención
- amenazar a un agente de policía con violencia física durante la detención
- forcejear físicamente para librarse de ser inmovilizado (esposado o introducido en el vehículo policial)
- agredir a un agente de policía durante la detención
- facilitar a un agente una identificación falsa (ya sea verbalmente o mediante la presentación de un documento oficial falso, es decir, un documento de identidad falso)

## Antecedentes
En la página web Resisting Arrest se afirma que no todas las detenciones son legales y se basan en una causa probable. Sin embargo, un intento de resistencia a la autoridad puede dar lugar a cargos adicionales.